# FNS26時間テレビ (2006年)
『FNS26時間テレビ 国民的なおもしろさ! 史上最大!! 真夏のクイズ祭り 26時間ぶっ通しスペシャル』（FNS26じかんテレビ こくみんてきなおもしろさ! しじょうさいだい!!まなつのクイズまつり 26じかんぶっとおしスペシャル）は、フジテレビ系列で2006年7月15日（土）19:00 - 7月16日（日）20:54（JST）まで生放送された20回目となる『FNS26時間テレビ』。

## 概要
この年も前年と同様、例年より短い放送時間（前年より1時間拡大している）となった。そのため、番組名は「FNS26時間テレビ」となっている。
テーマは「クイズ」で、これは第3回FNSの日「FNSスーパースペシャル 一億人のテレビ夢列島'89」と同じ。「総合司会の中居正広が様々なクイズに挑戦する」というコンセプトで、2006年当時同局で19時台に放送されていた5つのクイズ番組のうち、『平成教育予備校』を除いた4つ（『クイズ$ミリオネア』、『ネプリーグ』、『脳内エステ IQサプリ』、『クイズ!ヘキサゴンII』）の番組に中居が挑戦した。
ちなみに、この「総合司会者およびメイン出演者が各番組コーナーに出向き出演する」という内容は、この年以降の27時間テレビの通例となり、2014年まで続いた。
村上光一が製作総指揮を務めたのはこの年で最後となった（2007年6月の株主総会で社長を退任したため）。また、テレビ大分での放送はこの年をもって打ち切りとなった（今回の放送後、週末のゴールデンタイムの編成が専ら日本テレビの番組へとシフトしていったため放送枠の確保が困難になったことによるもの）。

## 主な出演者

### 総合司会
- 中居正広 （当時・SMAP）

総合司会は、ナインティナインと共に担当した2004年以来2年ぶり5回目。また、単独での総合司会は2000年以来6年ぶり4回目。

### 進行
- 高島彩（当時・フジテレビアナウンサー、『めざましテレビ』総合司会）

進行役は、2年連続3回目だが、単独での担当は初めて。

### コーナー出演者
- 渡辺和洋（フジテレビアナウンサー）
- 平井理央（当時・フジテレビアナウンサー）
- タモリ（森田一義）
- 明石家さんま
- みのもんた
- 島田紳助
- 伊東四朗
- ネプチューン（名倉潤・堀内健・原田泰造）
- 爆笑問題（太田光・田中裕二）
- 森三中（黒沢かずこ・大島美幸・村上知子）
- 久本雅美
- 柴田理恵

## 主要企画
- 国民的ブスカワちゃんコンテスト（進行役：久本雅美、柴田理恵、森三中）

同年春に放送され人気を博した「ブスの瞳に恋してる」（関西テレビ製作）にちなんだ企画。全国のブスな女性達がポジティブさと可愛さをアピールする。
- FNS28局お国自慢 史上最大のホンモノはどれだ?（進行役：爆笑問題、高島彩）

FNS28局の中継企画として随時放送。中居に対し1問につき4局のお国自慢を紹介、そのうち全くの嘘である1局を当てる。解答の際には同時に挑戦する「お助け隊」の解答も参考にすることができる。26時間で7問出題され、3問以上不正解の場合、罰として中居1人でグランドフィナーレで「夜空ノムコウ」を歌わなければならない。この企画は第17回2006FNSスーパーカップも兼ねている。
- VIPクイズ 日本一クイズバカ決定戦!!

視聴者向け通し企画。世界中のVIPが4択問題を出題。携帯電話・デジタル端末で誰でも参加・解答することができ、成績優秀者には100万円が贈られる。
出題者：石原慎太郎（東京都知事）、萩本欽一、北島三郎、松平健、古田敦也（当時東京ヤクルトスワローズ監督）、松たか子、柴咲コウ、蛯原友里、浅田真央、全日本女子バレーボールチーム（竹下佳江・高橋みゆき・菅山かおる・杉山祥子・宝来麻紀子・木村沙織・大山加奈そして柳本晶一監督<柳本監督は正解の時に出演>）、Def Tech、ミハエル・シューマッハ、ガチャピン&ムック。
- クイズ26（TWENTY SIX）

今回の番組通し企画。「日本一答えるのが難しいクイズ」として、チーフプロデューサー・クイズ王が操っているロボットから石原良純に対して早押し問題が出題。問題は「日本一高い山 富士山は何メートル?」という良純に対しては簡単な問題であるが、その解答ボタンがあるのは富士山の頂上。つまり、「26時間の番組生放送中で解答ボタンがある富士山の頂上まで登ってクイズに正解できるか?」というチャレンジ企画だった。
- （キャイ〜ン・よゐこの）日本全国クイズツアーズ

バラエティ番組『もしもツアーズ』のメンバーが、日本全国を駆け巡り、各地でクイズを出題するロケ企画。
もしもツアーズメンバー：キャイ〜ン、坂下千里子、KABA.ちゃん、三瓶
サポートメンバー：よゐこ
上記の全ての企画は、番組の随所でコーナーが転換する時に行われたり生中継されていた。

## その他企画
クイズ$ミリオネアSP
- 出演:みのもんた

中居がミリオネアエキシビジョンに挑戦。初回は5問目不正解0円だったが、泣きの1回で14問目不正解となり100万円を獲得した。
スーパードラマフェスティバル 真夏の祭典SP
- 「サプリ」 伊東美咲、瑛太、白石美帆、りょう、原口あきまさ、相島一之
- 「ダンドリ。〜Dance☆Drill〜」 榮倉奈々、加藤ローサ、森田彩華、西原亜希、悠城早矢、増田貴久（NEWS）、濱田マリ
- 「結婚できない男」 阿部寛、夏川結衣、国仲涼子、塚本高史、高島礼子
- 「不信のとき〜ウーマン・ウォーズ〜」 米倉涼子、松下由樹、杉田かおる、小泉孝太郎、石黒賢
- 「東京タワー 〜オカンとボクと、時々、オトン〜」 大泉洋（TEAM NACS）、広末涼子、佐藤隆太、山本圭壱（極楽とんぼ）[注釈 1]、蛭子能収

2006年1月から冬・夏クール放送のドラマで行われる「中居正広の(生)スーパードラマフェスティバル」の26時間テレビ版。PK対決や中居へのドッキリ企画、ワンピンボウリングで競った。
すぽると!SP
- 進行:高樹千佳子、平井理央（当時・フジテレビアナウンサー）
- ゲスト:デーブ大久保、元木大介

読売ジャイアンツの大ファンである中居と元ジャイアンツ選手のデーブ・元木を迎え、ジャイアンツクイズで競った。
さんま・中居の今夜も眠れない
- 出演:明石家さんま 進行:佐々木恭子（フジテレビアナウンサー）

毎年恒例のコーナー。詳細はリンク先を参照。
朝までネプリーグSP
- 芸人チーム:ネプチューン（名倉潤・堀内健・原田泰造）、上島竜兵（当時・ダチョウ倶楽部）、ペナルティ（ワッキー・ヒデ）、次長課長（河本準一・井上聡）、品川庄司（庄司智春・品川祐）、レギュラー（松本康太・西川晃啓）、安田大サーカス（クロちゃん・HIRO・団長）、青木さやか、長州小力
- アイドルチーム:杏さゆり、インリン・オブ・ジョイトイ、大沢あかね、中川翔子、夏川純、浜口順子、MEGUMI、森下千里、安めぐみ、若槻千夏

ネプチューン率いる芸人チームと中居率いるアイドルチームが「ファイブリーグ」に挑戦する特別編。中居はアイドルチームキャプテンとして参戦。ルールはラウンドごとにそれぞれのチームに問題が出題され、正解数が少なかったチームはすべり台によって下の熱湯に落とされるという罰ゲーム付きで行われた。同点の場合は延長戦で両チームが同じ問題に挑戦し、間違えた方が熱湯に落とされる。延長戦で同時に間違えた場合はドローで、両チームが落とされる。結果は4-0（1ラウンド、延長戦でドロー）で、芸人チームの勝利。
途中、直前のコーナーに出演したさんまが河童のコスプレをして乱入した。
クイズ!深夜の反省会
中居と高島が休憩を兼ねつつ、視聴者から寄せられたクイズ付きFAXを紹介した。
めざましテレビ クイズSP
- 司会:大塚範一、高島彩（当時・フジテレビアナウンサー）
- 出演:軽部真一（フジテレビアナウンサー）、笠井信輔（当時・フジテレビアナウンサー）、中野美奈子（当時・フジテレビアナウンサー）、石本沙織（フジテレビアナウンサー）

中居もスペシャルキャスターとして出演。通常のニュースに加え中居にちなんだ「めざましどっち」を行った。
脳内エステ IQサプリSP
- サプリマスター:伊東四朗
- 秘書:中野美奈子（当時・フジテレビアナウンサー）
- サプリリーダー:今田耕司
- 回答者:勝俣州和、青木さやか、竹山隆範（カンニング）、大沢あかね、アンタッチャブル（山崎弘也・柴田英嗣）、若槻千夏、インパルス（板倉俊之・堤下敦）

中居がスペシャルゲストの細木数子とペアを組み、解答者として挑戦。結果優勝を果たし、エンディングのモヤっとボールの雨を、伊東の代わりに中居がかぶった。
笑っていいとも!増刊号生SP
- 司会:タモリ
- 月曜レギュラー:香取慎吾（当時・SMAP）、勝俣州和、ガレッジセール（川田広樹・ゴリ）、黒田知永子
- 火曜レギュラー:久本雅美、山口智充（当時・DonDokoDon）、梨花、キングコング（梶原雄太・西野亮廣）
- 水曜レギュラー:柴田理恵、品川庄司（庄司智春・品川祐）、小倉優子、爆笑問題（田中裕二・太田光）
- 木曜レギュラー:ココリコ（遠藤章造・田中直樹）、おすぎ（おすぎとピーコ）、青木さやか、三船美佳
- 金曜レギュラー:関根勤、草彅剛（当時・SMAP）、ピーコ（おすぎとピーコ）、さまぁ〜ず（大竹一樹・三村マサカズ）、南海キャンディーズ（しずちゃん・山里亮太）

FNSの日恒例となるいいとも増刊号SP。「ぴったり21」やレギュラーを対象とした「26分の1クイズ」を行った。
クイズ!ヘキサゴンII 26時間テレビSP
- 司会:島田紳助、中村仁美アナ
- 男性チーム:香田晋、次長課長（井上聡・河本準一）、アンガールズ（田中卓志・山根良顕）、波田陽区
- 女性チーム:野沢直子、麻木久仁子、堀ちえみ、若槻千夏、大沢あかね、福田沙紀
- 中居チーム:江守徹、板東英二、円広志、間寛平、和田アキ子

ヘキサゴン男性・女性チームと中居がキャプテンを務める中居チームの対決（ただし、中居は事前ペーパーテストを受ける時間が無かったため自動的に最下位扱いとなった）。「もちろんクイズ」と「行列早抜けリレークイズ」で争った。
緊急スターオーディション
- 進行:福井謙二（当時・フジテレビアナウンサー）
- ゲスト:さまぁ〜ず（三村マサカズ・大竹一樹）、麻木久仁子、勝俣州和、若槻千夏

当初はテレビ雑誌の発表によると石橋貴明（とんねるず）を迎えてのコーナーだったが、その石橋がドタキャンを受け、「いいとも」のスタジオで実施。
緊急コーナーとして前半は矢沢永吉や中田英寿、宇多田ヒカルのそっくりさんが登場。後半からはSMAPのそっくりさんという形で本物のSMAPメンバーが1人ずつ登場した。
競馬中継
アイビスサマーダッシュを放送。レース部分は『BSフジ競馬中継』でも放送された。
ちびまる子ちゃん・サザエさん
ちびまる子ちゃんでは、中居が作品内で登場したクイズ番組の司会者「ミスターX」の声優を担当。
史上最大の○×クイズ
- 「ココリコミラクルタイプ」 ココリコ（遠藤章造・田中直樹）、八嶋智人、品川庄司（品川祐・庄司智春）
- 「くるくるドカン」 くりぃむしちゅー（上田晋也・有田哲平）、青木さやか、アンガールズ（田中卓志・山根良顕）
- 「おすピー&ロンブー」 おすぎとピーコ（ピーコ・おすぎ）、ロンドンブーツ1号2号（田村淳・田村亮）
- 「クイズツアーズ」
- 「ブスカワ&お国自慢」 久本雅美、柴田理恵、森三中（黒沢かずこ・大島美幸・村上知子）、爆笑問題（太田光・田中裕二）
- SMAP（中居正広・木村拓哉・香取慎吾・稲垣吾郎・草彅剛）

最終コーナーとして各チームから代表者が○×クイズに挑戦、不正解の場合は粉まみれになった。途中からは実質的な進行としてタモリも出演。
グランドフィナーレ
ラストはSMAP1人ずつが○×問題に挑戦。しかし、中居以外のメンバーには非常に簡単な問題だったのに対し、中居には超難問が出題され、粉まみれに。リベンジとして再度行うも今度はクリームまみれとなった。また、「お国自慢」不正解の罰ゲームである「1人で夜空ノムコウ」も出だしの部分で強制終了させられてしまった。
これに納得がいかない中居はこれまでロボットを通して全ての指揮を執っていた総合プロデューサーの坪田を出演者全員で呼び出し問題に挑戦、1問目は正解したものの、最後は中居からけしかけられ自ら不正解に飛び込みクリームまみれになり、中居と抱き合ったところでとなったところで終了した。また、この際に坪田が制作から編成に異動する事が発表された。
また、恒例となるフジテレビ新人アナウンサーの提供読みは秋元優里、小穴浩司、本田朋子、松尾翠が担当。立会人は堺正幸が行った。このときに小穴浩司のところで次の本田朋子のテロップを出してしまう不手際があり、あとの「ナインティナインのオールナイトニッポン」(同年7月20日放送）でも紹介された。

## スタッフ
[FNSの日 制作実行委員会]
- - 実行委員長：森洋一
  - 副委員長：鈴木克明
  - ネットワーク部：岡部要一、藤原和弥、瀬田裕幸
  - 編成部：小松純也、田川龍介、立松嗣章、熊谷剛、渋谷謙太郎、浜野貴敏
  - 営業推進部：吉田三郎、御旅屋俊之、中尾歩
  - 広報部：小中ももこ、植村綾、正岡貴子、片山正康、清野真紀
  - 広告宣伝部：稲葉恵子、鈴木文太郎、加地綾子
  - デジタルコンテンツ：中根将好、麻生勝利
  - モバイルコンテンツ：鈴木修太
  - ワンセグ：野村和生
  - 総務部：林田正、竪山保文
- 構成：鈴木おさむ、樋口卓治、小野高義
- 作家：天野慎也、大井達朗、秋葉高彰、石井裕之、石原健次、板坂尚、伊藤正宏、伊東雅司、今村クニト、大井洋一、大野ケイスケ、大平カンフー、小笠原英樹、川野孝弘、工藤ひろこ、倉本美津留、斎藤貴義、酒井健作、榊暁彦、佐藤修、田中健一、鶴間政行、とちぼり元、野口悠介、長谷川朝二、福田雄一、ブランチ、堀田延、本田久就、松井洋介、村上卓史、山川俊司、横山雄一郎

〈フジテレビ技術〉
- - 技術プロデューサー：塩津英史、槙俊哉
  - TD・SW：勝村信之、石田智男、佐々木信一、上村克志、竹内弘佳、先崎聡、高田治、河西純
  - カメラ：武田篤、二見健二、小林知司、石井友幸、加瀬俊弘、田宮長昭、横山政照、藤本伸一
  - 映像：小幡茂樹、大西幸二、川崎淳、竹内貴志、松沢勝己、中井章晴、原啓教、宮本学
  - 音声：山田公次郎、竹下博英、斉藤哲史、村脇昭一、佐藤浩一、左口満寿、片山勇、森田篤
  - 照明：小林敦洋、橘高文枝、三好祐治
  - 音響：吉竹新、本間清孝
  - 回線管制部：富永章夫、島川徹平
  - 放送部：江藤秀一、秋信真太郎

〈関東中継〉
- - TD・SW：勝城啓之、佐川幸栄、美濃部昌之（SUT）、高橋昭、上藪直志、坂本淳一
  - カメラ：植松賢一、磯前裕之、酒井博
  - 空撮：真崎晋哉
  - 音声：小幡一網、竹林伸
  - 映像：東海林学、吉川毅、市毛義明（SUT）
  - 照明：大竹康裕、北澤正樹、後藤雅彦 
    - フジテレビオール技術スタッフ

〈フジテレビ美術〉
- - 美術プロデューサー：井上明裕
  - デザイン：棈木陽次、桐山三千代、深井誠之、吉田強、石森慎司、きくちまさと
  - 美術進行：堀部信行、内山高太郎、塚原淳司、山根安雄、伊藤則緒、石田博己、古賀飛、中村秀美、村瀬大、鈴木真吾、横守剛、矢野雄一郎
  - CG：岡本英士、徳永晶子、北岡誠、瀬井貴之、山崎吉広
  - バーチャル制作：末吉寿美子、森信也
  - タイトル：山形憲一
  - 大道具：葛西剛太、成井一浩、松本達也、浅見大、那須野清、引馬幹晴
  - アクリル：織田秀幸、井上まいこ、木村敏和、川島正義
  - 持道具：網野高久
  - アートフレーム：石井智之、菅沼和海
  - 植木装飾：広田明
  - 装飾：林成利、高橋尚孝
  - 生花装飾：山寺由美
  - 電飾：大木謙二、中尾学
  - 視覚効果：倉谷美奈絵
  - 特殊電飾：阿部和仁、太田敬三
  - 衣裳：珍田愉華
  - 特殊装置：永島哲哉、山根伸夫
  - メイク：石井織恵、安藤有美 
    - フジテレビオール美術スタッフ
- スタイリスト：宇都宮いく子、黒澤彰乃
- 技術協力：共同テレビ、八峯テレビ、ニューテレス、FLT、サンフォニックス、共立、田中電設工業、スウィッシュ・ジャパン、明光セレクト、㈱K&L、サークル、レントアクト昭特、IMAGICA、バックヤードスタヂオ、インターナショナルクリエイティブ、マルチバックス、東京チューブ、J-WORKS、OKK、4-Legs、3×7、プロジェクト80、フレイムグラフィックス、indexe、コールツプロダクション、テルミック、フジアール、デジデリック
- 制作協力：共同テレビジョン、日本テレワーク、BEE BRAIN、オイコーポレーション、コラボレーション、D:COMPLEX、IVSテレビ制作、リーライダーす、ワタナベエンターテインメント・スコープ、東京タワー、FIT HOUSE、ヴァニールクルージング ふね～る/ジャニーズ事務所、吉本興業、田辺エージェンシー、タイタン、ワハハ本舗、オルテ企画、ワタナベエンターテインメント、浅井企画
- 企画協力：「ブスのお花に恋してる」原案/監督 村上隆 制作：カイカイキキアニメーションスタジオ©️2006 Takashi Murakami KaiKai KiKi
- タイムキーパー：楮本眞澄、平井冴子、松下絵里、斉藤裕里、石井成子、西田恵子、江野澤郁子、山口美香、槇加奈子、山口奈保美、高木美紀、水越理恵、海老澤廉子、星美香、水野久美、品田洋子、後藤広子、杉本茜、山本悦子、本田悦子、江守紀代子、小島陽子、為定彰、幅佐登美
- 連絡：林田直子、小林琴美、弦牧和子、古賀美由紀、田中優子、和泉愛、保坂美帆、佐々木千代、三浦理沙
- 制作進行：印田弘幸、柳沢幸恵
- フロアーディレクター：古澤光広、松永健太郎
- フジテレビディレクター：浅野克己、飯村徹郎、板谷栄司、伊戸川俊伸、稲村健、太田旬、岡泰二、岡田純一、岡部統一、奥村達哉、小倉伸一、金澤忠延、亀高美智子、亀森幸二、北澤裕史、熊澤美麗、桑原正史、小藤浩一、佐々木繁雄、澤田親宏、清水泰貴、杉原裕一、高橋利一郎、田中経一、佃敏史、出口敬生、中村肇、長沼昭悟、名城ラリータ、長谷川孝行、藤沼聡、本間学、松村耕平、宮崎鉄平、宮里直政、宮本稔、安井章浩、山下浩一、山本布美江、吉澤聡史、代々木明徳、李闘士男、渡辺剛、渡辺資
- フジテレビプロデューサー：朝妻一、麻生華子、安藤厚司、安藤和久（関西テレビ）、植村義勝、及川俊明、大森美智代、神原孝、きくち伸、木月洋介、栗原美和子、小林登、今野貴之、菅野貴志、鈴木寿一、関谷正征、坪井貴史、寺田久美子、永井麗子、西敏也、西雅史、林田竜一、松尾利彦、宮道治朗、三輪源一・重松圭一（関西テレビ）、中嶋優一
  - フジテレビバラエティ制作センター オールスタッフ
- SPECIAL THANKS：片岡飛鳥
- 制作プロデューサー：松本明美、春名剛生、門澤清太
- プロデューサー：石井浩二、黒木彰一
- 制作：水口昌彦、吉田正樹、西山仁紫
- 総合演出：金子傑
- ゼネラルプロデューサー：港浩一
- 総合プロデューサー：坪田譲治
- 制作著作：フジテレビ/フジネットワーク27社